# Michael Hanley
Sir Michael Bowen Hanley KCB (24 de febrero de 1918 - 1 de enero de 2001) fue director general  del MI5, el servicio de seguridad interna del Reino Unido, de 1972 a 1978.

## Carrera
Educado en la Escuela Sedbergh y en el Queen's College de Oxford, donde estudió historia, Hanley sirvió durante la Segunda Guerra Mundial, siendo comisionado en la Artillería Real del Ejército Británico el 28 de diciembre de 1940.  Su número de servicio era 164032.  Posteriormente sirvió como agregado militar adjunto en el Centro de Inteligencia Aliada Conjunta en Budapest entre 1946 y 1948.  
En 1948, Hanley se unió al servicio de seguridad . Ascendió de grado hasta convertirse en director general Adjunto del MI5 entre 1971 y 1972. Fue director general del MI5 de 1972 a 1978. 
Como director general, Hanley tuvo una relación difícil con el Primer Ministro, Harold Wilson .  Wilson sospechó erróneamente que el MI5 estaba conspirando contra él en una conspiración conocida como "La Conspiración Wilson". 